# Pronator-teres-Syndrom
Das Pronator-teres-Syndrom ist ein Nervenkompressionssyndrom des Nervus medianus. Dieser Nerv tritt im Bereich des Ellenbogens meist zwischen den beiden Muskelköpfen des Musculus pronator teres hindurch und verläuft dann unter der Sehne des Musculus flexor digitorum superficialis. Der Nerv kann beim Durchtritt zwischen den Muskelköpfen oder durch fibröse Strukturen  des Musculus flexor digitorum superficialis komprimiert werden. Als Ursache werden insb. chronisch muskuläre Überlastungen des betroffenen Armes mit resultierender Muskelhypertrophie genannt. Mögliche Beschwerden sind Schmerzen in der Ellenbeuge oder im proximalen Unterarm, Missempfindungen in den vom Nervus medianus innervierten Arealen der Hand und selten auch Lähmungen der von diesem Nerv versorgten Unterarm- und Handmuskulatur. Die Diagnose wird klinisch anhand der Beschwerden gestellt. Diagnostische Kriterien sind nicht etabliert. Unterstützt wird die Diagnose durch Missempfindungen im Versorgungsgebiet des N. medianus bei Pronation des betroffenen Armes gegen Widerstand, einen druckdolenten Musculus pronator teres und ein positives Hoffmann-Tinel-Zeichen des Nervus medianus im Bereich des proximalen Unterarms. Die elektrophysiologische Diagnostik ist meist unergiebig, in der Elektroneurografie ist eine Reduktion der motorischen Nervenleitgeschwindigkeit im Bereich des Unterarms möglich, in der Elektromyographie können Hinweise eine chronische neurogene Schädigung vorhanden sein. Die Therapie erfolgt vorrangig konservativ mit Belastungsreduktion, Ruhigstellung und entzündungshemmender Medikation. Eine operative Therapie ist bei anhaltenden Beschwerden ebenfalls möglich.
Im Gegensatz zur Kompression des Nervus medianus im Karpaltunnel (Karpaltunnelsyndrom) ist das Pronator-teres-Syndrom selten.